# Otomārs Oškalns
Otomārs Oškalns (ur. 12 kwietnia 1904 w miejscowości Kaives muiža, zm. 1 września 1947 w Rydze) – łotewski działacz komunistyczny, organizator radzieckiego podziemia podczas II wojny światowej, Bohater Związku Radzieckiego (1945).

## Życiorys
W 1925 ukończył Ryski Instytut Nauczycielski, pracował jako pedagog, jednocześnie prowadził działalność komunistyczną, za co był represjonowany, w 1939 wstąpił do partii komunistycznej. W 1940, po agresji ZSRR na Łotwę, został deputowanym do Sejmu Ludowego, a po aneksji Łotwy przez ZSRR do Rady Najwyższej Łotewskiej SRR, 1940-1941 był sekretarzem powiatowego komitetu Komunistycznej Partii (bolszewików) Łotwy. W latach 1942–1944 był komisarzem oddziału partyzanckiego, później pułku "Za Radziecką Łotwę", a także członkiem grupy operacyjnej KC KP(b)Ł ds. organizacji ruchu partyzanckiego, komisarzem i dowódcą radzieckiej brygady partyzanckiej złożonej z Łotyszy. Po wojnie, w 1946 został ministrem kultur technicznych Łotewskiej SRR i deputowanym do Rady Najwyższej ZSRR 2 kadencji. Jego imieniem nazwano ulicę w Gulbene. Pochowany na cmentarzu Rainisa w Rydze.

## Odznaczenia
- Złota Gwiazda Bohatera Związku Radzieckiego (28 czerwca 1945)
- Order Lenina
- Order Wojny Ojczyźnianej II klasy

I medale.